# Замок Балліквірк
Замок Балліквірк (англ. Ballyquirk Castle, ірл. Caisláin na Baile Uí Chuirc) — замок Балє Ві Хурк, замок Міста Онуків Хурка — один із замків Ірландії, розташований в графстві Тіпперері, біля одноіменного селища Балліквірк (Балє Ві Хурк), у цивільній парафії Лорра (Лотра), на північ від міста Каррігагоріг. Історично ці землі належали до баронства Нижній Ормонд.

## Історія замку Балліквірк
Та споруда замку Балліквірк, що зберіглась до теперішнього часу, являє собою одноповерхову будівлю з фундаментом та трьома стінами навколо задньої вежі. Це все, що залишилося від давньої споруди, яку перебудували в ХІХ столітті. Колись замок мав два поверхи та 4 вежі. Поруч розташовані руїни більш давнього замку. Споруда згадується у різних давніх списках та реєстрах оборонних будівель графства Тіпперері. Ці землі відомі тим, що 843 року на ці території напали вікінги під проводом Тургезія. Навколо замку збереглися господарські споруди початку ХІХ століття.